# فراموشم نکن راست
فراموشم نکن راست (نام علمی: Myosotis stricta) نام یک گونه از سرده فراموشم مکن است.